# Studie I
Studie I — електронний музичний твір Карлгайнца Штокгаузена, завершений улітку 1953 року в студії електронної музики при Західнонімецькому радіо в Кельні. Studie I разом із наступним електронним твором композитора, Studie II, зазначені під № 3 в каталозі творів композитора. Загальна тривалість становить 9 хвилин 42 секунди.
Основним звуковим матеріалом Studie I є т. зв. «мікстури тонів», отримані шляхом накладання синусоїдних коливань одні на одних, організовані та укладені в часі згідно із чітко означеною композитором серіальною системою.

## Естетичне підґрунтя
Studie I (а заразом і Studie II), як сама назва підказує, є етюдом, твором-дослідом. Увесь звуковий матеріал Studie I отриманий виключно з допомогою генератора синусоїдних коливань, які компонуються у складні звуки (т. зв. адитивний синтез).
Штокгаузена цікавила можливість компонування безпосередньо самих звуків, тембрів, не спираючись на якісь готові електричні музичні інструменти (на кшталт траутоніума). Згідно з теорією Фур'є, будь-який сигнал можна записати як комбінацію періодичних коливань. Саме таким чином діє слух людини: звуки сприймаються як певна конфігурація частот, хвиль: тобто періодичних коливань.
Композитор задав собі запитання: «Комбінації звукових хвиль інструментальних звуків та найрізноманітніших шумів піддаються аналізу з допомогою електро-акустичної апаратури; чи є можливим, в такому випадку, досягнути зворотнього процесу: синтезувати форми хвиль згідно з аналітичними даними? Щоб це здійснити <…> потрібно взяти за основу прості хвилі й поєднувати їх у різноманітні форми…».
В цьому творі композитор застосовує багаторівневу серіальну систему для впорядкування звукового матеріалу, яка формує як звукову гамму твору, так і його форму, а основною одиницею цієї системи є чистий синусоїдний тон. Це зумовлено бажанням композитора, за його висловлюванням, «увести цю композицію в стан рівноваги».

## Початковий звуковий матеріал
Композитор вирішив підпорядкувати основні три параметри, які формують «мікстури тонів» — висоту, гучність та тривалість тонів, єдиній серії. Для цього він обрав серіальну систему, у якій:
1. існує центральна висота, розташована в центрі слухового сприйняття (на думку композитора — 1920 Гц);
2. чим більшою є відстань будь-якого тону від цієї центральної висоти (в обидва боки), тим меншою повинна ставати його гучність і коротшою тривалість.

В такий спосіб серія, застосована до висоти тонів, автоматично впливає також на їхню гучність і тривалість.

### Висота
Уся «палітра» тонів Studie I підпорядкована такій серії пропорцій або інтервалів:
| № | Пропорція                       | Інтервал      | Напрямок |
| - | ------------------------------- | ------------- | -------- |
| 1 | {\displaystyle {\frac {12}{5}}} | мала децима   | ↓        |
| 2 | {\displaystyle {\frac {4}{5}}}  | велика терція | ↑        |
| 3 | {\displaystyle {\frac {8}{5}}}  | мала секста   | ↓        |
| 4 | {\displaystyle {\frac {5}{12}}} | мала децима   | ↑        |
| 5 | {\displaystyle {\frac {5}{4}}}  | велика терція | ↓        |

Ця серія має певну внутрішню структуру:
1. значення № 4 та № 5 є оберненими до значень № 2 та № 5 відповідно;
2. чисельники значень № 1, № 2 і № 3, а також знаменники значень № 4 та № 5 є кратними 4;
3. таким чином кожне зі значень серії є спорідненим із пропорцією {\displaystyle {\frac {5}{4}}}, яка відповідає нетемперованій терції[6].

Композитор обирає початковий тон висотою 1920 Гц, та послідовно застосовує до нього обрані пропорції. Таким чином він отримує ряд із 6 частот: 1920, 800, 1000, 625, 1500, 1200 Гц, тобто основну серію висоти звуку. Далі від кожного звука цієї серії композитор почергово «відгалужує» щораз нову серію за тими ж пропорціями (здійснює т.зв. пермутацію). Наприклад, перша така похідна серія містить значення 800, 333, 417, 260, 625, 500 Гц (800 Гц — одночасно другий звук основної серії).

Після цього кожна із похідних серій почергово береться за основну, і від її звуків генеруються окремі похідні серії. В такий спосіб композитор отримує 36 серій уже не пропорцій, а фіксованих значень висоти звуку, кожна з яких містить 6 частот. Найнижчою частотою є значення 66 Гц, яке, на думку композитора, наближується до нижнього порогу сприйняття висоти звуку.

### Тривалість
Залежність тривалості тону від його висоти утворена таким чином: максимальна тривалість кожного тону в сантиметрах магнітофонної плівки дорівнює його частоті, поділеній на 10. Твір був реалізований на плівці, швидкість якої дорівнювала 76.2 см/сек. Наприклад, для тону із частотою 1920 Гц буде використано максимально 192 см плівки і його час звучання не перевищить ~ 2.5 сек.
Фактична тривалість кожного тону залежить від пропорції звук/пауза в межах максимальної довжини. Кожен тон може звучати від {\displaystyle {\frac {1}{6}}} до {\displaystyle {\frac {6}{6}}} його максимальної тривалості. Ця пропорція регулюється серією:
| {\displaystyle {\frac {2}{6}}{\frac {4}{6}}{\frac {6}{6}}{\frac {3}{6}}{\frac {5}{6}}{\frac {1}{6}}} | (серія тривалостей) |

При поєднанні тонів у «мікстури тонів» (див. нижче) тривалість усієї групи тонів визначається тривалістю тону, який є основним (і найгучнішим) в цій групі.

### Гучність
Параметри гучності регулюються на кількох рівнях: рівні простих тонів, рівні груп та рівні послідовностей (див. розділ Форма твору). На рівні тонів, гучність є залежною від їхньої висоти: звуки, віддалені від обраної центральної частоти сприймаються тихішими, ніж ті, які розташовані близько до цієї частоти. Це досягається завдяки властивістю слуху, згідно з якою його чутливість падає для низьких частот, а також для надто високих.
Окрім того, є розмежування гучностей в рамах серій: якщо основні звуки серії зберігають однакову гучність, то кожен із похідних звуків (тобто звуків похідної серії, яка «відгалужується» від звука основної) є на 4 дб тихішим за попередній. Так, якщо звук у 800 Гц належить до звуків основної серії й одночасно є першим звуком похідної, то наступний звук цієї похідної серії, 333 Гц, вже буде на 4 дб тихішим за звук 800 Гц.
Протягом твору увесь набір отриманих тонів послідовно використовується 6 разів (загалом 1296 тонів). При кожному наступному проході набором частот, значення гучностей зсуваються на 1 крок вперед. В такий спосіб кожному звуку надається можливість виконати функцію основного.

## Форма твору
Studie I має характерну «вкладену» форму: прості тони (синусоїдні коливання) поєднуються у вертикальні групи тонів, або т.зв. мікстури тонів, які, своєю чергою, групуються в секвенції, а ті, далі, у структури.

### Мікстури тонів, секвенції
Мікстури складаються послідовно із наперед означеної «палітри» тонів (див. розділ Висота, гучність, тривалість), кожна по N тонів, де N відповідає значенням серії:
| 4 5 3 6 2 1 | (серія груп) |

Композитор зазначає:
|  | Цей план зі сполучання [compounding] мікстур тонів із чистих тонів застосовується до формальної побудови цілого твору <...>, тобто із однієї серії груп ми отримуємо цілісну пропорцію усього твору. (Цит. за Stockhausen 1956, с. 5). |

Іншими словами, перша група міститиме 4 тони, наступна — 5 і т. д. Перша секвенція — 4 групи тонів (мікстури тонів), перша структура — 4 секвенції. Наступна структура міститиме уже 5 секвенцій по 5 груп тонів, і т. д.
Подібно до «вкладеної» моделі групування елементів, композитор організовує й параметр гучності тонів. Значення гучностей, закладені в початковій серії тонів, є відносними до максимального значення гучності мікстури тонів, яка, своєю чергою, є відносною до гучності секвенції.
На обидвох рівнях гучність регулюється відповідно до значень:
| № | Гучність |
| - | -------- |
| 1 | 0 дб     |
| 2 | -4 дб    |
| 3 | -8 дб    |
| 4 | -12 дб   |
| 5 | -16 дб   |
| 6 | -20 дб   |

Ці значення підпорядковуються серії:
| 3 4 2 1 6 5 | (серія гучностей) |

Таким чином перша група тонів (мікстура тонів) матиме максимальну гучність −8 дб (значення № 3), друга — −12 дб (№ 4), третя — 0 дб (значення № 1), і так далі. Слід пам'ятати, що для груп тонів ці значення є відносними до значень гучності секвенцій, які підпорядковані аналогічні організації гучностей з додатковою особливістю:
- спершу звучить секвенція, у якій гучність відповідає гучності найголовнішої (тобто найгучнішої) «мікстури» всередині секвенції;
- окрім цього звучить також «секвенція-відлуння» — повторення тієї ж секвенції з реверберацією; максимальна гучність цієї «секвенції-відлуння» підпорядковується серії гучностей (подана вище).

Кожна «мікстура тонів» має певний динамічний малюнок (т.зв. «обвідну»), який є одним із:
| № | Схема                 | Наявність реверберації |
| - | --------------------- | ---------------------- |
| 1 | стала гучність        | —                      |
| 2 | стала гучність        | ✓                      |
| 3 | тиша → макс. гучність | —                      |
| 4 | тиші → макс. гучність | ✓                      |
| 5 | макс. гучність → тиша | —                      |
| 6 | макс. гучність → тиша | ✓                      |

Ці малюнки чергуються відповідно до серії, і окрім груп тонів проектуються також на «секвенції-відлуння»:
| 4 2 3 5 6 1 | (серія обвідних, серія структур) |

### Структури
Кожна структура може бути організована одним з 6-х способів:
| № | Розташування секвенцій | Порядок тон-пауза | Синхронізація секвенцій |
| - | ---------------------- | ----------------- | ----------------------- |
| 1 | горизонтально          | пауза, тон        | —                       |
| 2 | горизонтально          | тон, пауза        | —                       |
| 3 | вертикально            | пауза, тон        | початок разом           |
| 4 | вертикально            | тон, пауза        | початок разом           |
| 5 | вертикально            | пауза, тон        | кінець разом            |
| 6 | вертикально            | тон, пауза        | кінець разом            |

Порядок тон-пауза визначає, в який спосіб буде розташовано звучання мікстури тонів в межах часового проміжку, відведеного для неї (див. розділ Тривалість).
Типи організації структур підпорядковано тій самій серії, що й типи обвідних гучностей (див. вище).
Важливою деталлю щодо структур є те, що кожна з них дублюється й паралельно звучить у «віддзеркаленні» до самої себе. Під «віддзеркаленням» мається на увазі транспозиція на певний інтервал, який характеризується серією:
| {\displaystyle {\frac {12}{5}}{\frac {4}{5}}{\frac {8}{5}}{\frac {5}{12}}{\frac {5}{4}}{\frac {5}{8}}} | (серія «віддзеркалень» структур) |

Таким чином, «структура-дзеркало» № 1 звучатиме на малу дециму вище за оригінальну структуру, наступна — на терцію вище, і т. д. Композитор також зазначає, що він застосовує 5-разову пермутацію цієї серії. Втім, який саме алгоритм він має на увазі, важко встановити на основі наявних джерел.

## Цікаві факти
Як стверджує Робін Маконі, у творі є один тон, розміщений всупереч серіальній системі твору (частота цього тону — 108 Гц): цей звук композитор додав під впливом радісної звістки про народження доньки Суї 24 вересня 1953 року.